# (333) Badenia
(333) Badenia ist ein Asteroid des äußeren Hauptgürtels, der am 22. August 1892 vom deutschen Astronomen Max Wolf an seiner Privatsternwarte in Heidelberg entdeckt wurde.
Der Asteroid ist benannt nach dem Großherzogtum Baden, in dem der Entdeckungsort damals lag. Es ist heute Teil des Bundeslandes Baden-Württemberg.

## Wissenschaftliche Auswertung
Aus Ergebnissen der IRAS Minor Planet Survey (IMPS) wurden 1992 Angaben zu Durchmesser und Albedo für zahlreiche Asteroiden abgeleitet, darunter auch (333) Badenia, für die damals Werte von 78,2 km bzw. 0,05 erhalten wurden. Mit dem Satelliten Midcourse Space Experiment (MSX) wurden 1996 bis 1997 im Rahmen der Infrared Minor Planet Survey (MIMPS) Daten gewonnen, aus denen für den Asteroiden Werte für den mittleren Durchmesser und die Albedo von 71,8 km bzw. 0,06 bestimmt wurden. Eine Auswertung von Beobachtungen durch das Projekt NEOWISE im nahen Infrarot führte 2011 zu vorläufigen Werten für den Durchmesser und die Albedo im sichtbaren Bereich von 75,8 km bzw. 0,05. Nachdem die Werte nach neuen Messungen mit NEOWISE 2012 auf 78,5 km bzw. 0,05 geändert worden waren, wurden sie 2014 auf 72,2 km bzw. 0,06 korrigiert. Nach der Reaktivierung von NEOWISE im Jahr 2013 und Registrierung neuer Daten wurden die Werte 2016 angegeben mit 64,0 oder 66,7 km bzw. 0,06 oder 0,05, diese Angaben beinhalten aber hohe Unsicherheiten.
Photometrische Messungen des Asteroiden fanden erstmals statt vom 11. September bis 2. Oktober 1997 am Nationalen Astronomischen Observatorium Roschen in Bulgarien. Aus der während drei Nächten aufgezeichneten Lichtkurve ließ sich eine etwas unsichere Rotationsperiode von 9,96 h ableiten. Dagegen wurden Beobachtungen aus dem gleichen Zeitraum während fünf Nächten vom 23. September bis 3. Oktober 1997 an der Außenstation Fracastoro des Osservatorio Astrofisico di Catania in Italien zu einer deutlich kürzeren Rotationsperiode von 8,160 h ausgewertet. Neue Messungen während vier Nächten vom 31. Januar bis 16. Februar 2016 durch die Beobachtergruppe Observadores de Asteroides (OBAS) in Spanien unterstützten wieder die längere Periode mit einem Wert von 9,860 h.
Eine Untersuchung von 2017 am Organ Mesa Observatory in New Mexico führte die zwei unterschiedlichen Perioden, die in einem Verhältnis von 6:5 zueinander stehen, auf zu kurze Beobachtungsintervalle zurück. Es wurden daher dort noch einmal Messungen über einen deutlich längeren Zeitraum vom 26. März bis 27. April 2017 unternommen, um die Unsicherheit zu klären. Aus der während sechs Nächten aufgezeichneten Lichtkurve wurde nun eine Rotationsperiode von 9,862 h sicher bestimmt, wodurch die kürzere Periode als Alias-Effekt ausgeschlossen werden konnte.
Mit einer Auswertung astrometrischer und photometrischer Daten des Gaia DR2-Katalogs im Jahr 2018 konnte mit der Methode der konvexen Inversion ein Gestaltmodell des Asteroiden für zwei alternative Positionen der Rotationsachse mit retrograder Rotation und eine Periode von 9,8609 h bestimmt werden. Eine neue Auswertung im folgenden Jahr in Verbindung mit Daten des Lowell-Observatoriums führte nun für ein ellipsoidisches Modell des Asteroiden zu einer eindeutigen Position der Rotationsachse mit retrograder Rotation und einer verbesserten Periode von 9,86107 h.
Zwischen 2012 und 2018 wurden mit der All-Sky Automated Survey for Supernovae (ASAS-SN) auch photometrische Daten von 20.000 Asteroiden aufgezeichnet. Auf mehr als 5000 davon konnte erfolgreich die Methode der konvexen Inversion angewendet werden, darunter auch (333) Badenia, für die in einer Untersuchung von 2021 ein verbessertes dreidimensionales Gestaltmodell für zwei alternative Rotationsachsen mit retrograder Rotation und einer Periode von 9,8611 h berechnet wurde.
Aus archivierten Daten des Asteroid Terrestrial-impact Last Alert System (ATLAS) aus dem Zeitraum 2015 bis 2018 konnte in einer Untersuchung von 2022 mit der Methode der konvexen Inversion eine Rotationsperiode von 9,8606 h bestimmt werden. Im Jahr 2023 wurde aus photometrischen Messungen von Gaia DR3 erneut ein dreidimensionales Gestaltmodell des Asteroiden für zwei alternative Rotationsachsen mit retrograder Rotation und einer Periode von 9,8611 h berechnet.